# Kontrák
A kontrák (eredeti írásmóddal többes számban contras a contrarrevolucionarios, ellenforradalmárok rövidítése) 1979–1990 között a sandinista junta ellen harcoló különböző nicaraguai felkelőcsoportok elnevezése. A különböző kontra csoportok közül a Nicaraguai Demokratikus Haderő (FDN) volt a legnagyobb. 1987-ben gyakorlatilag az összes szervezetet egyesítették Nicaraguai Ellenállás (Resistencia Nicaragüense, RN) néven. A név a spanyol „contrarevolucionario” (ellenforradalmár) vagy „la contrarrevolución” (ellenforradalom) szóból ered.
A sandinisták 1979-ben döntötték meg a Somoza családból származó harmadik elnök, Anastasio Somoza Debayle hatalmát, véget vetve ezzel a több évtizedes diktatúrának. Ők azonnal hozzáláttak a marxista eszmék gyakorlatba ültetéséhez, amit a többi párt, és a mozgalmon belül lévő nem marxista vezetők elleneztek. 1980 áprilisában közülük hárman, köztük Violeta Chamorro létrehozták az ARDE kontra csoportot. A somozista emigráció is megalakította a maga csoportjai: a Szeptember 15. Légiót Enrique Bermúdez Varela ezredes vezetésével, a Nemzeti Demokratikus Forradalmi Szövetséget (ARDEN) valamint a Nemzeti Felszabadító Hadsereget (ELN). Ezek a csoportok 1982-ben hozták létre a Nicaraguai Demokratikus Haderőt, amelynek Bermúdez volt a katonai, Adolfo Calero Portocarrero pedig a politikai vezetője.
Az Amerikai Egyesült Államok kezdettől fogva támogatta a kontrákat, kiképzőbázisokkal a szomszédos Hondurasban, a Reagan-kormány először megszüntette a Szenátus által megszavazott 118 millió dolláros segély folyósítását, majd pedig jelentős pénzösszegeket is folyósított a felkelőknek, addig nyíltan, amíg a kongresszus meg nem tiltotta azt. Az ezután titokban küldött támogatás összegét az irak–iráni háborúban Iránnak titokban eladott fegyverekből teremtették elő. 1986-ban kiderült az ügy, amely Irán–kontrák-ügy néven vált ismertté. Nicaragua pert indított az USA ellen a Nemzetközi Bíróságon, amely a belügyekbe való beavatkozás miatt elítélte az országot, a kontrák által elkövetett emberi jogsértéseknél azonban nem állapította meg a felelősséget, mivel nem volt bizonyítható, hogy tényleges ellenőrzést gyakorol az akcióik felett. A megállapított 17 milliárd dolláros kártérítést az Egyesült Államok azóta sem fizette meg.
Az amerikai támogatás beszüntetése és a felekre nehezedő egyre nagyobb nemzetközi nyomás végül véget vetett a harcnak, és a kontrák beleegyeztek, hogy tárgyalásokat kezdeményezzenek a szandinistákkal. Öt közép-amerikai elnök segítségével megegyeztek a kontrák önkéntes lefegyverzésben 1989 decemberétől kezdve, hogy szabad és egyenlő választásokat tarthassanak a következő év elején. Az 1990. február 25-én tartott választáson Violeta Chamorro, a Nemzeti Ellenzék Uniójának jelöltje nyert Daniel Ortegával szemben, a béke pedig sokára állt helyre teljesen. A konfliktusban mintegy 30 000-ren haltak meg, több tízezer volt a sebesültek száma. A gazdasági központok ellen végrehajtott kontratámadások és az USA embargója miatt az ország gazdasága súlyos károkat szenvedett és ma a térség legszegényebb állama Haiti után.